# جائزة الخرطوم الدولية للقرآن الكريم
جائزة الخرطوم الدولية للقرآن الكريم تأسست عام 2007، بقرار من الرئيس السوداني؛ بهدف الاهتمام بتعليم القرآن الكريم والعمل على نشره، بجانب شحذ همم ناشئة المسلمين للإقبال على كتاب الله تعالى حفظًا وفهمًا وعملًا.
تنظم المسابقة للجنسين في حفظ القرآن الكريم كاملاً مع تفسير الجزء 21.
تنظم المسابقة عبر جمعية القران الكريم وإشراف هيئة علماء السودان ورعاية رئاسة الجمهورية.

## الدورات
الدورة الاولي
الدورة التاسعة:
تحت عنوان حفاوة السودان بأهل القرآن
فاز بها المغربي أحمد الواحد أحمد عشيري بالمركز الأول.

## فروع الجائزة[4]
- فرع الأول القران كاملا مع معانى الجزء
- الفرع الثانى القراءات السبع
- الفرع الثالث الدورى
- الفرع الرابع النصف الاخير
- الفرع الخامس الاخير ذكور
- الفرع السادس العشر الاخير
- الفرع السابع عم وتبارك (الدور الاصلاحية)
- الفرع الثامن التلاوة الصحيحة
- الفرع العاشر

## روابط خارجية
الفائزين في جائزة الخرطوم لعام 2018